# Robert Nordström
För fotbollstränaren, se Robert Nordström (fotbollstränare).
Robert Nordström, född 15 juli 1963, är en finlandssvensk filmfotograf.
Nordström utbildade sig vid Dramatiska Institutets fotolinje och debuterade 1990 i kortfilmen Hellre dö stående än leva på knä. Han har fotat flera större svenska filmer, däribland Hundtricket (2002), Hannah med H (2003) och Populärmusik från Vittula (2004). Nordström har varit verksam också i flera finska filmer som Suden Vuosi (2007), Iris (2011) och Lärjungen (2013). Nordström blev nominerad till en Jussistatyett för bästa foto för filmen Lärjungen.
Han har också undervisat i filmfoto på högskolan Arcada i Helsingfors och var 2009 verksam som lektor vid Dramatiska Institutet där han efterträdde Gunnar Källström. Nordström återvände till högskolan Arcada 2012 som lektor i filmfotografi.
Robert Nordström blev vald 2022 som årets filmfotograf av FSC ( Finnish society of cinematographers). 

## Filmografi
- 1990 – Hellre dö stående än leva på knä (kortfilm)
- 1991 – Cock-Tail (kortfilm)
- 1991 – Ingenjör Olssons grabb (kortfilm)
- 1992 – Suicide Bridge (kortfilm)
- 1992 – Eläinten karnevaali (kortfilm)
- 1993 – Blod & persikor (kortfilm)
- 1993 – Goodbye Gibraltar
- 1994 – Småstadsberättelser (TV-serie)
- 1995 – Kaupunkisinfonia
- 1995 – Mannen utan ansikte
- 1995 – Nadja (kortfilm)
- 1996 – I skuggan av solen
- 1996 – Isältä pojalle
- 1996 – Nortia (TV-serie)
- 1996 – Pust på meg (TV-serie)
- 1996 – Svart, vitt, rött (kortfilm)
- 1997 – Sanning eller konsekvens
- 1998 – Stjärnan
- 1999 – Happy End
- 1999 – Freddie Wadling – en släkting till älvorna
- 1999 – Kiasma - kohtaamisia
- 1999 – Svar med foto
- 1999 – Vägen till Lelle (kortfilm)
- 2000 – Övergivna hus
- 2001 – Kattbreven
- 2002 – Hus i helvete
- 2002 – Hundtricket
- 2002 – Mitt namn var Sabina Spielrein
- 2003 – Baltic Storm
- 2003 – Hannah med H
- 2003 – Mosku - lajinsa viimeinen
- 2004 – Populärmusik från Vittula
- 2005 – Huvudrollen (kortfilm)
- 2005 – Saltön (TV-serie) (även 2007)
- 2006 – Keillers park
- 2007 – Om morgondagen vet man aldrig
- 2007 – Suden vuosi
- 2009 – Jälkilämpö (TV-serie)
- 2011 – Iris
- 2012 – Have a Nice Day (kortfilm)
- 2013 – Lärjungen
- 2017 – Tystnadens språk
- 2020 – Rosens dans